# Hermann Fischer (Ordenspriester)
Hermann Fischer (* 13. September 1867 in Bedingrade; † 18. Oktober 1945 in Haan) war Ordenspriester, Steyler Missionar und Schriftsteller.

## Leben
Er trat 1886 bei Steyler Missionaren ein. Er studierte Philosophie und Theologie in Mödling. Nach der Priesterweihe 1897 war er mehrere Jahre Gymnasiallehrer. Von 1910 bis 1922 und von 1934 bis 1941 war er Schriftleiter der Monatszeitschrift Stadt Gottes, von 1920 bis 1932 Mitglied des Generalrates der Steyler Missionare und von 1929 bis 1941 Herausgeber des Katholischen Jahrbuches.

## Schriften (Auswahl)
- Jesu letzter Wille. Steyl 1905, OCLC 782078236.
- Ich will! Ein Buch über Selbsterziehung des Willens und Veredelung des Herzens. Steyl 1918, OCLC 631916187.
- Mehr Priester für das Heil der Welt!. Steyl 1919, OCLC 73362519.
- Vater Arnolds Getreuen. Die Mitgründer beim Steyler Missionswerk. Nikolaus Blum, Hermann Wegener, Johannes Janssen, Bernh. Eikenbrock. Lebensbilder. Kaldenkirchen 1925, OCLC 66416688.
- Missionsbrüder. Ihr Werden, Wirken und Vollenden. Lebensbilder. Kaldenkirchen 1932, OCLC 39707499.
- Tempel Gottes seid ihr! Die Frömmigkeit im Geiste P. Arnold Janssens. Kaldenkirchen 1932, OCLC 38764000.
- Ich gehe zum Vater. Ein Buch über unsere Himmelshoffnung. Steyl 1940, OCLC 721103061.